# 薄叶长柄报春
薄叶长柄报春（学名：Primula leptophylla）为报春花科报春花属下的一个种。

## 扩展阅读
- 維基物種上的相關：薄叶长柄报春